# Distenia semiflava
Distenia semiflava es una especie de escarabajo longicornio del género Distenia, categorizada en la tribu Disteniini, de la orden Coleoptera. Fue descrita por Villiers en 1958.

## Descripción
Mide 17 mm de longitud.

## Distribución
Se distribuye por Birmania.